# Dennie Moore
Dennie Moore (nacida como Florence Moore, 30 de diciembre de 1902 – 22 de febrero de 1978) fue una actriz estadounidense que trabajó en películas y en obras teatrales.

## Primeros años
Moore nació en Nueva York el 30 de diciembre de 1902 siendo hija de inmigrantes escoceses-irlandeses y se crio en Hell's Kitchen en Manhattan. Su hermano, Joe Moore, fue campeón olímpico de patinaje en velocidad, tenía dos hermanastras y un hermanastro. Recibió 6 años de escolaridad.

## Carrera
Durante la década de 1920, decidió seguir una carrera como actriz, usando el nombre Dennie Moore para evitar confusiones con la actriz Florence Moore. Empezó a trabajar en 1927, apareció en varias obras de Broadway como A Lady in Love, The Trial of Mary Dugan, Cross Roads, Torch Song, Twentieth Century, Phantoms, Conflict, Anatol, y Jarnegan. Apareció en producciones en Chicago, Illinois y Londres, Inglaterra.
En 1935, Moore llegó a Hollywood e hizo su primera aparición en un papel no acreditado pero sustancial en la película protagonizada por Cary Grant y Katharine Hepburn, Sylvia Scarlett de RKO Radio Pictures. Era una actriz independiente y trabajaba entre Metro-Goldwyn-Mayer y Warner Bros. Studios. En el transcurso de su carrera, apareció en 22 películas entre 1935 y 1951, incluyendo Boy Meets Girl (1938), The Women (1939), Saturday's Children (1940), Dive Bomber (1941), y Anna Lucasta (1949).
A mediados de la década de 1940, Moore estaba recibiendo menos trabajo en Hollywood, pero recibía varios papeles en obras de teatro en Nueva York. En 1951, hizo su última aparición interpretando a Mrs. Bea Gingras en The Model and the Marriage Broker. Al regresar a Nueva York, hizo su última aparición en el teatro, creando el papel de Mrs. Van Daan en The Diary of Anne Frank. En 1956, se retiró de la actuación a los 54 años.

## Vida personal y muerte
Moore era católica y fue demócrata, apoyando a Adlai Stevenson durante las elecciones presidenciales de Estados Unidos de 1952.
En 1977, David Ragan escribió en Who's Who in Hollywood que Moore "está retirada, vive sola en un excelente hotel en Park Avenue y tiene más de 60 años".
Moore murió a los 75 años el 22 de febrero de 1978 por causas naturales, en un departamento en Manhattan. No dejó familiares sobrevivientes. Fue incinerada y sus cenizas fueron esparcidas en su balcón.

## Apariciones en teatro
- A Lady in Love (1927)
- The Trial of Mary Dugan (1927)
- Jarnegan (1928–1929)
- Conflict (1929)
- Cross Roads (1929)
- Phantoms (1930)
- Torch Song (1930)
- Anatol (1931)
- East Wind (1931)
- The Man Who Reclaimed His Head (1932)
- The Great Magoo (1932)
- Twentieth Century (1932–1933)
- Man Bites Dog (1933)
- The Pursuit of Happiness (1933–1934)
- Say When (1934–1935)
- Swing Your Lady (1936–1937)
- Hitch Your Wagon (1937)
- In Clover (1937)
- Ah, Wilderness! (1941)
- Johnny on a Spot (1942)
- Over 21 (1944)
- Seven Lively Arts (1944–1945)
- Star-Spangled Family (1945)
- The Rat Race (1949–1950)
- The Diary of Anne Frank (1955–1957)

## Filmografía
| Año  | Título                            | Papel                                  | Notas                |
| ---- | --------------------------------- | -------------------------------------- | -------------------- |
| 1935 | Sylvia Scarlett                   | Maudie Tilt - la Sirvienta             | Sin acreditar        |
| 1936 | Meet Nero Wolfe                   | Mazie Gray                             |                      |
| 1937 | Angel                             | Emma MacGillicuddy Wilton              |                      |
| 1937 | The Perfect Specimen              | Clarabelle                             |                      |
| 1937 | Submarine D-1                     | Arabella                               |                      |
| 1938 | Mystery House                     | Annette                                |                      |
| 1938 | Cowboy from Brooklyn              | Abby Pitts                             |                      |
| 1938 | Four's a Crowd                    | Secretaria de Buckley                  | (escenas eliminadas) |
| 1938 | Boy Meets Girl                    | Miss Crews                             |                      |
| 1938 | Secrets of an Actress             | Miss Blackstone                        |                      |
| 1939 | The Adventures of Jane Arden      | Teenie Moore                           |                      |
| 1939 | I'm from Missouri                 | Kitty Hearne                           |                      |
| 1939 | Bachelor Mother                   | Mary                                   |                      |
| 1939 | These Glamour Girls               | Mavis - La compañera de cuarto de Jane | Sin acreditar        |
| 1939 | The Women                         | Olga                                   |                      |
| 1939 | No Place to Go                    | Mrs. Harriet Shafter                   |                      |
| 1939 | Eternally Yours                   | Camarera                               | Sin acreditar        |
| 1940 | Saturday's Children               | Gertrude Mills                         |                      |
| 1940 | Women in War                      | Ginger                                 |                      |
| 1941 | Dive Bomber                       | Mrs. James                             |                      |
| 1949 | Anna Lucasta                      | Blanche                                |                      |
| 1951 | The Model and the Marriage Broker | Mrs. Bea Gingras                       |                      |